# Persquen
Persquen (tiếng Breton: Persken) là một xã ở tỉnh Morbihan trong vùng Bretagne tây bắc Pháp. Xã này có diện tích 19,96 km², dân số năm 1999 là 352 người. Khu vực này có độ cao từ 107-173 mét trên mực nước biển.
Cư dân của Persquen danh xưng trong tiếng Pháp là Persquennois.